# Eriocaulon chinorossicum
Eriocaulon chinorossicum là một loài thực vật có hoa trong họ Cỏ dùi trống. Loài này được Kom. mô tả khoa học đầu tiên năm 1916.